# Duomo di Jesi
La cattedrale di San Settimio è il principale luogo di culto cattolico di Jesi, in provincia di Ancona.
Chiesa madre dell'omonima diocesi, sorge nella storica piazza Federico II, una delle principali della città.
Nel 1969, in occasione dei festeggiamenti per il V centenario del ritrovamento del corpo di San Settimio, patrono locale, il duomo viene elevato alla dignità di basilica minore.

## Storia e descrizione

### Gli edifici precedenti

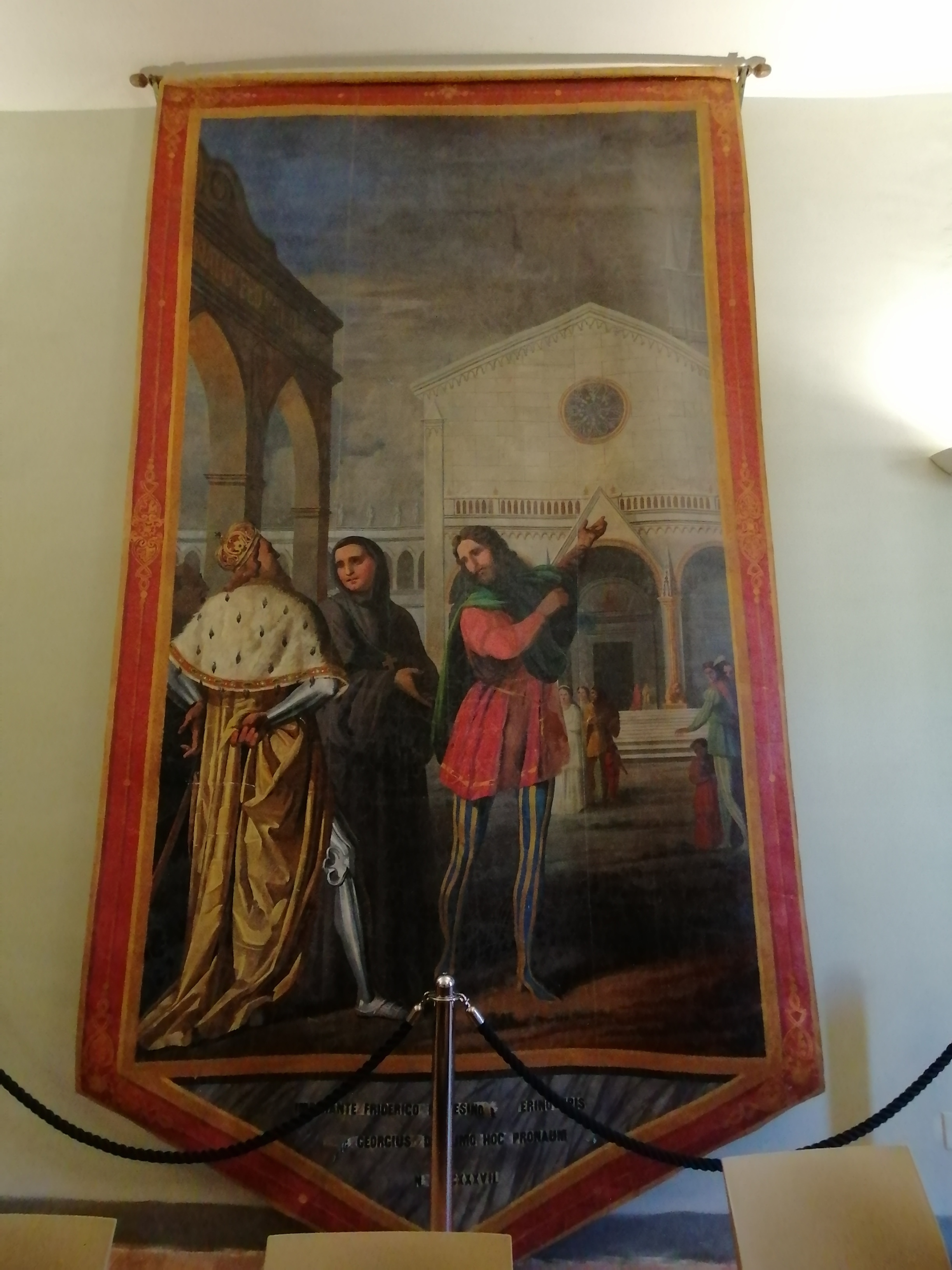
Lo stendardo di Luigi Mancini raffigurante la facciata di Giorgio da Como.

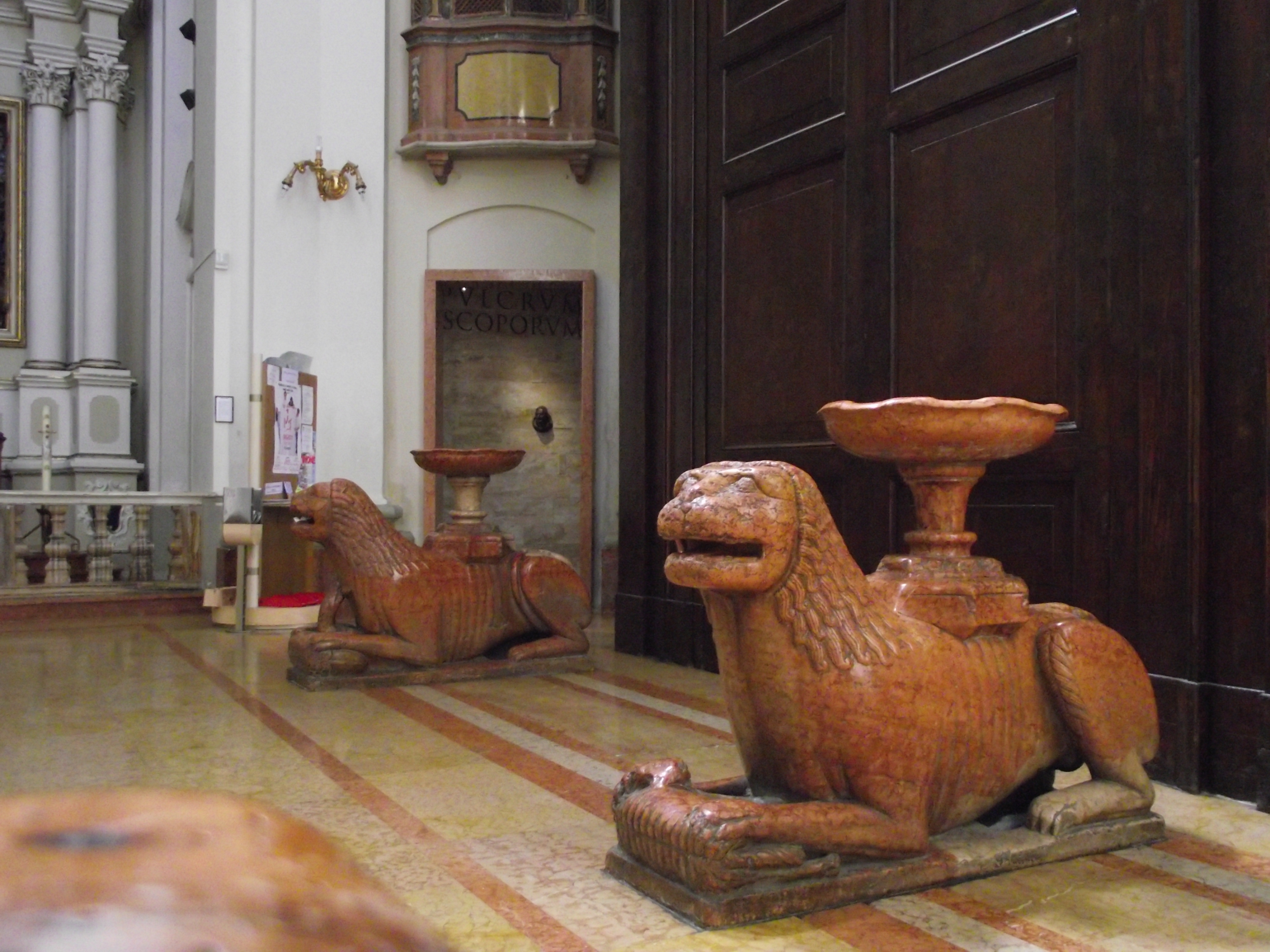
I leoni stiloforori di Giorgio da Como.

L'attuale edificio non è che l'ultimo di una serie di chiese cattedrali elevate nella città jesina. In epoca romana vi sorgeva un tempio pagano che si affacciava sul Foro. La vecchia Cattedrale risale quasi certamente ad anni o addirittura secoli anteriori al Mille. Un documento del 1119 attesta già l'esistenza di una cattedrale dedicata al Santissimo Salvatore.
Nel 1208, sotto il vescovo Dago, si iniziò la costruzione di una nuova cattedrale, a tre navate, in uno stile di transizione dal romanico al gotico. Un campanile, in stile romanico, si ergeva a destra della chiesa e una loggetta in stile gotico collegava il tempio all'adiacente palazzo vescovile.
Nel 1227 l'architetto Giorgio da Como mette mano alla facciata, in pietra bianca aperta da un rosone centrale e con protiro sorretto da colonne poggianti sul dorso di due leoni stilofori in Marmo rosso di Verona, che ancora si conservano all'interno del Duomo come acquasantiere. Venne completata nel 1238.
A partire dal 1469 venne ampiamente rinnovata nell'interno per volere del vescovo Tommaso Ghislieri (1463-1505), che la trasformò a unica navata in stile rinascimentale. In occasione di questi rifacimenti vengono ritrovati i resti del corpo di San Settimio, primo vescovo e fondatore della diocesi (IV secolo): cosa che fece optare per la dedicazione dell'edificio al santo patrono jesino. All'inizio del XVI secolo il vescovo Angelo Ripanti (1505-1513) completò i lavori di rinnovo iniziati dal predecessore e fece scolpire il suo sepolcro in nobile stile rinascimentale da Giovanni di Gabriele da Como.
Nel corso dei secoli XVI e XVII la chiesa fu arricchita di opere d'arte degli artisti locali Antonino Sarti e Filippo Bellini, che dipinsero rispettivamente la Morte di san Settimio nel 1617 e San Giovanni Battista nel 1583, mentre una pala d'altare di Lorenzo Lotto, commissionata dalla famiglia Amici, è andata perduta.

### La cattedrale attuale
Nel 1732 il vescovo Antonio Fonseca (1724-1763), preso da quel rinnovamento architettonico settecentesco che investiva l'Europa e in particolare la città di Jesi, fece abbattere la vecchia cattedrale per ricostruirla interamente secondo il progetto dell'architetto romano Filippo Barigioni. Il nuovo edificio, completato nel 1741, si presentava con pianta a croce latina a grande navata unica con cupola emisferica all'incrocio con il transetto, secondo il gusto tardobarocco dell'epoca. I quattro pennacchi della cupola furono affrescati da Carlo Paolucci di Urbino e Placido Lazzarini di Pesaro nel 1785, già attivi preso il cittadino Palazzo Pianetti. Durante il XVIII secolo vengono aperte diverse cappelle laterali volute dall'aristocrazia cittadina, copiosamente arricchite di decorazioni, stucchi, tele. L'artista jesino Domenico Luigi Valeri disegna il coro, poi intagliato in noce da Marco Baroncio entro il 1770. Vengono poste le due grandi cantorie lignee rococò munite di organi. Nel 1771 il pittore fiemmese Cristoforo Unterperger realizza la grande pala dell'Istituzione dell'eucaristia per l'altare del Santissimo Sacramento. In questo periodo viene abbellita la cappella di San Rocco, dei pregevoli stucchi e sculture che la caratterizzano.
tra il 1782 e il 1784 viene elevato il campanile, mentre nel 1889 venne, infine, realizzata la facciata.

## Descrizione

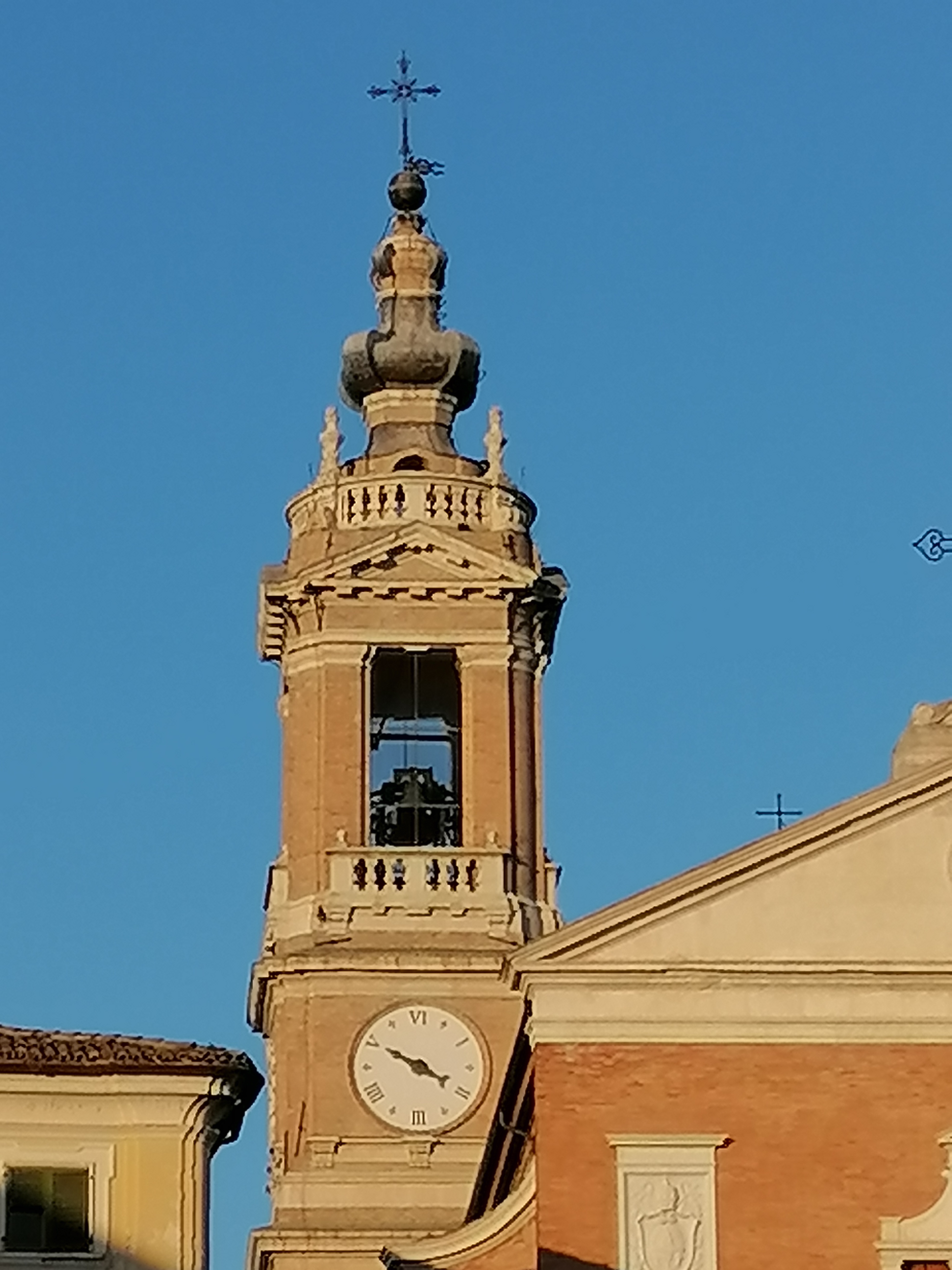
Il campanile

### Esterno
La cattedrale di San Settimio si trova in piazza Federico II, nel centro storico della città, in posizione leggermente arretrata.
La facciata è a capanna e venne completata nel 1889, durante l'episcopato di Rambaldo Magagnini (1872-1892), su progetto di Gaetano Morichini. Essa presenta un paramento murario in mattoncini rossi e travertino ed è suddivisa in due fasce sovrapposte da un cornicione idealmente sorretto da quattro lesene corinzie lisce. Nella fascia inferiore, si trova al centro il portale, con battenti moderni in bronzo, caratterizzato da un protiro poco profondo costituito da un timpano triangolare sorretto da due colonne corinzie. Ai lati, ciascuna all'interno di una nicchia, si trovano le statue di San Marcello I (a sinistra) e di San Settimio (a destra). La parte superiore della facciata è caratterizzata dalla presenza di una finestra a serliana, al centro, affiancata da due bassorilievi marmorei raffiguranti lo stemma di papa Leone XIII (a sinistra) e del vescovo Rambaldo Magagnini (a destra).

#### Campanile
Sulla sinistra dell'edificio, addossato al transetto, si eleva la torre campanaria, alta 37 metri. Essa venne costruita tra il 1782 e il 1784 dallo jesino Francesco Matellicani che si ispirò al campanile della basilica della Santa Casa di Loreto, opera di Luigi Vanvitelli. A pianta quadrata, è realizzato in mattoni. Presenta un rivestimento a finto bugnato nella parte inferiore; un livello intermedio che accoglie l'orologio, i cui meccanismi furono donati dal canonico Filippo Ricci; una grande cella campanaria con balaustra in pietra bianca e coronamento barocco a bulbo. Le sculture lapidee sono opera dello scalpellino Filippo Pancaldi.

### Interno

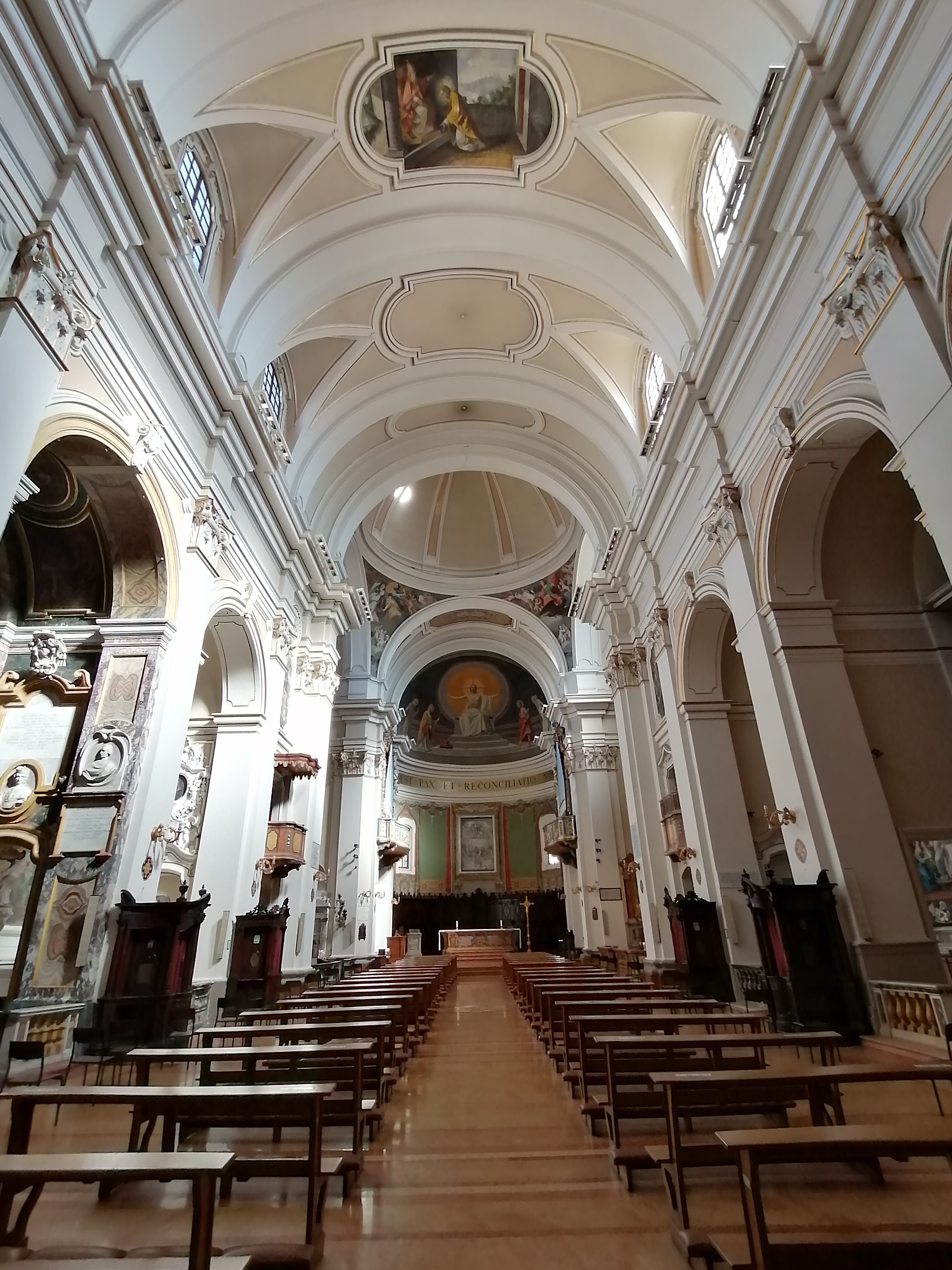
Interno

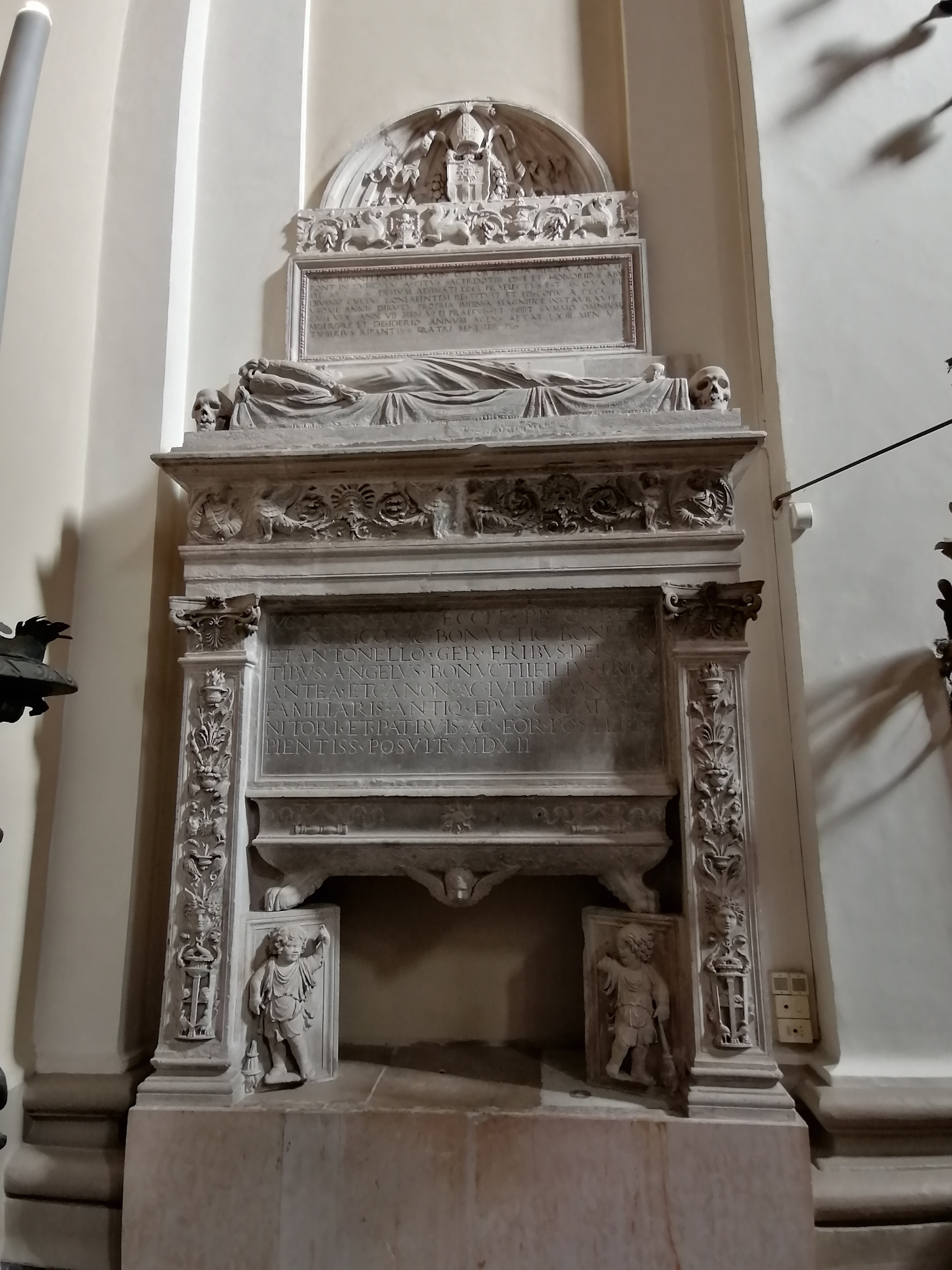
Il sepolcro di Angelo Ripanti

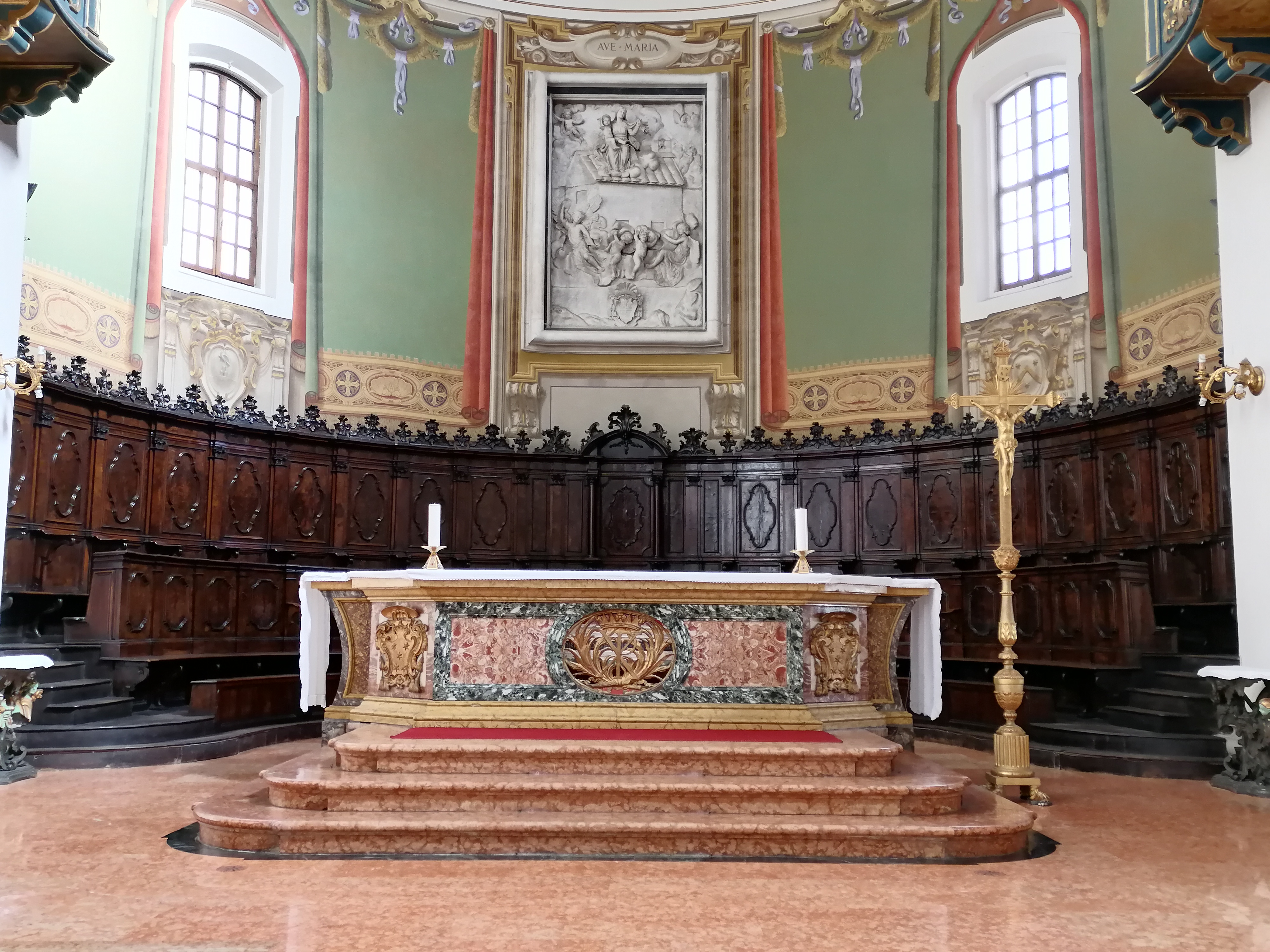
Altar maggiore e coro

L'interno della cattedrale di San Settimio presenta una pianta a croce latina, con unica navata affiancata da sei cappelle, tre per ciascun lato, transetto poco profondo ed abside semicircolare.
La navata è coperta da una volta a botte lunettata ed è illuminata da finestroni rettangolari; al centro della volta, si trova una tela raffigurante l'Annunciazione. In controfacciata, al di sopra della bussola, affiancata da due leoni stilofori-acquasantiere di Giorgio da Como, si trova una lapide che ricorda i rinnovamenti settecenteschi. Ai lati, vi sono due piccoli coretti.
Le cappelle laterali, patrocinate dalle famiglie più illustri dell'aristocrazia cittadina, sono a pianta rettangolare, illuminate da finestre a lunetta e delimitate da una balaustra marmorea.
- Cappella di San Francesco d'Assisi, o dei Conti Fossa. Prima cappella di destra, accoglie il fonte battesimale in marmo rosso di Verona, retto da leoncini marmorei, fatto realizzare dal vescovo Tommaso Ghislieri nel XV secolo: in questo fonte fu battezzato il 4 gennaio 1710 Giovanni Battista Pergolesi[4].
- Cappella di San Biagio. Secondo altare destro con la pala di San Biagio che risana il figlio della vedova, attribuita a Giovanni Odazzi.
- Cappella di San Giovanni Battista, o dei Conti Balleani. Terza cappella destra, rivrestita di preziosi marmi policromi e affreschi della volta con Episodi della Vita di San Giovanni Battista, eseguiti nel 1771 dal pittore Deglae di Augusta. Presenta la pala della Predicazione del Battista, opera di Filippo Bellini (proveniente dalla vecchia cattedrale).
- Cappella della Madonna, o dei Conti Mauruzi. Prima cappella del lato sinistro, presenta un grande altare marmoreo con al centro la tavola della Madonna col Bambino opera del 1436 di Giovanni Antonio Bellinzoni da Pesaro (copia, l'originale è al Museo diocesano).
- Cappella di San Rocco, o dei Conti Franciolini. Rivestita da una sfarzosa decorazione di stucchi, statue e colonne, espone la pala della Madonna col Bambino fra i Santi Rocco e Settimio alla maniera di Sebastiano Conca, è stata attribuita a Gaetano Lapis.

Nel braccio destro del transetto, sono esposte le urne di San Settimio e di San Floriano, patroni della città. Alle pareti sono gli epitaffi barocchi degli Honorati, al centro troneggia il grande altare marmoreo con il Martirio di san Lorenzo, opera di Gaetano Lapis del 1745 circa. Sul transetto opposto, è la grande tela di Cristoforo Unterperger con la Comunione degli apostoli, eseguita nel 1782; vicino è il sepolcro rinascimentale di Angelo Ripanti, del 1512.
Sul lato sinistro della navata, si trova il pulpito barocco.
La crociera è coperta con una cupola semisferica con lanterna, priva di tamburo, decorata con semplici costoloni in stucco. Nei quattro pennacchi sono raffigurati i Quattro Evangelisti di Placido Lazzarini (1750 ca.).
La profonda abside semicircolare è interamente occupata dal presbiterio, rialzato di alcuni gradini rispetto al resto della chiesa. Al centro, vi è l'altare maggiore barocco in marmi policromi, mentre in posizione avanzata si trova il leggio, in marmo bianco, realizzato con l'accorpamento di decori lapidei provenienti da un altare del XIII secolo, i bassorilievi riportano i simboli degli Evangelisti. Nella conca dell'abside, vi sono gli stalli lignei del coro, disegnati da Domenico Luigi Valeri e realizzati in noce da Marco Baroncio entro il 1770. Una pala marmorea in altorilievo con la Madonna di Loreto venne commissionata a Roma dal vescovo Alderano Cybo-Malaspina (1656-1671). Ai lati del presbiterio sono due organi dallme belle casse lignee rococò. 
Il catino è stato affrescato da Biagio Biagetti nel 1937 con il Redentore in trono fra Santi. Al centro appare il Cristo Pantocratore, alla sua destra sono i Santi Floriano e Romualdo; alla sua sinistra, i Santi Settimio e Francesco d'Assisi.

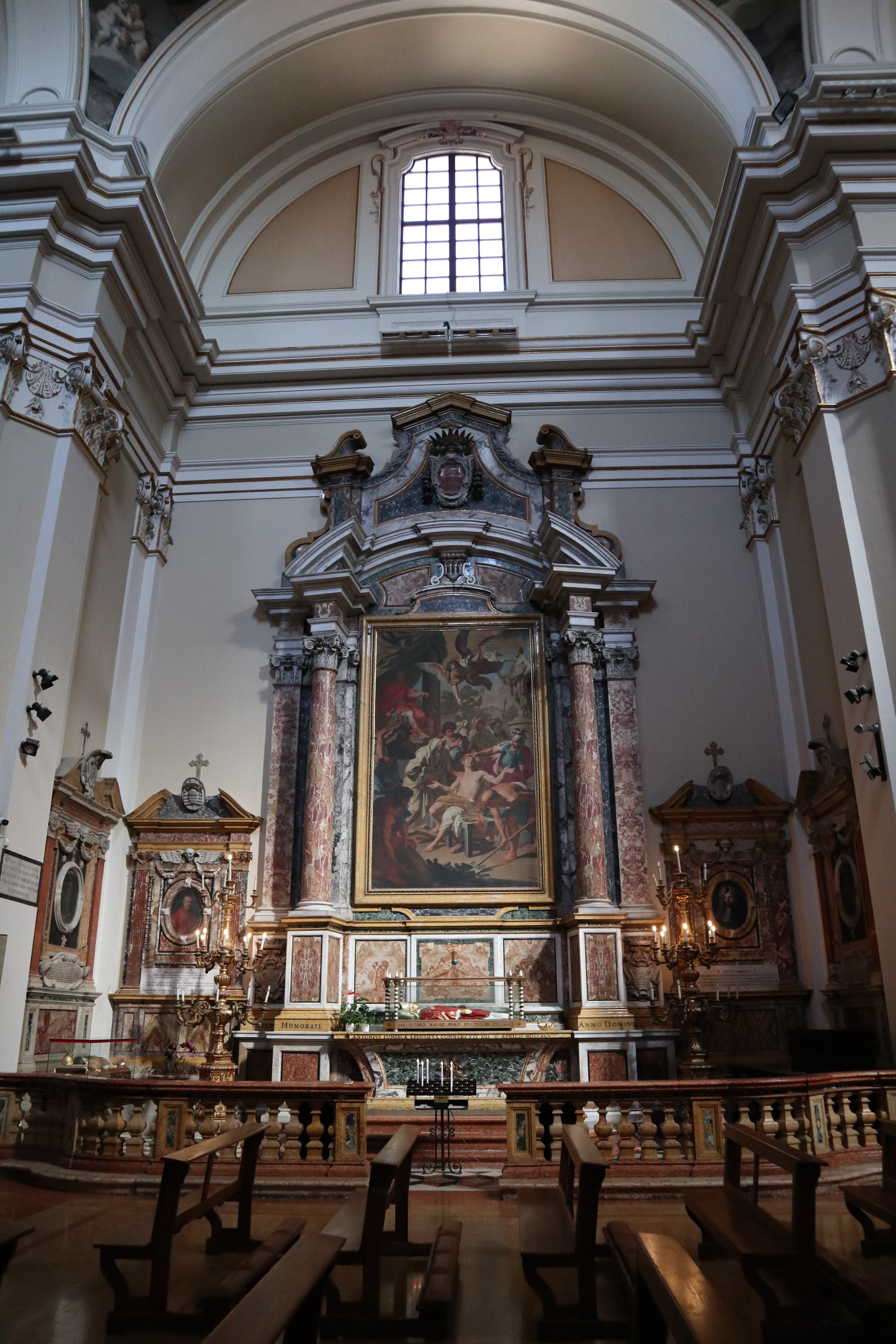
Il transetto destro
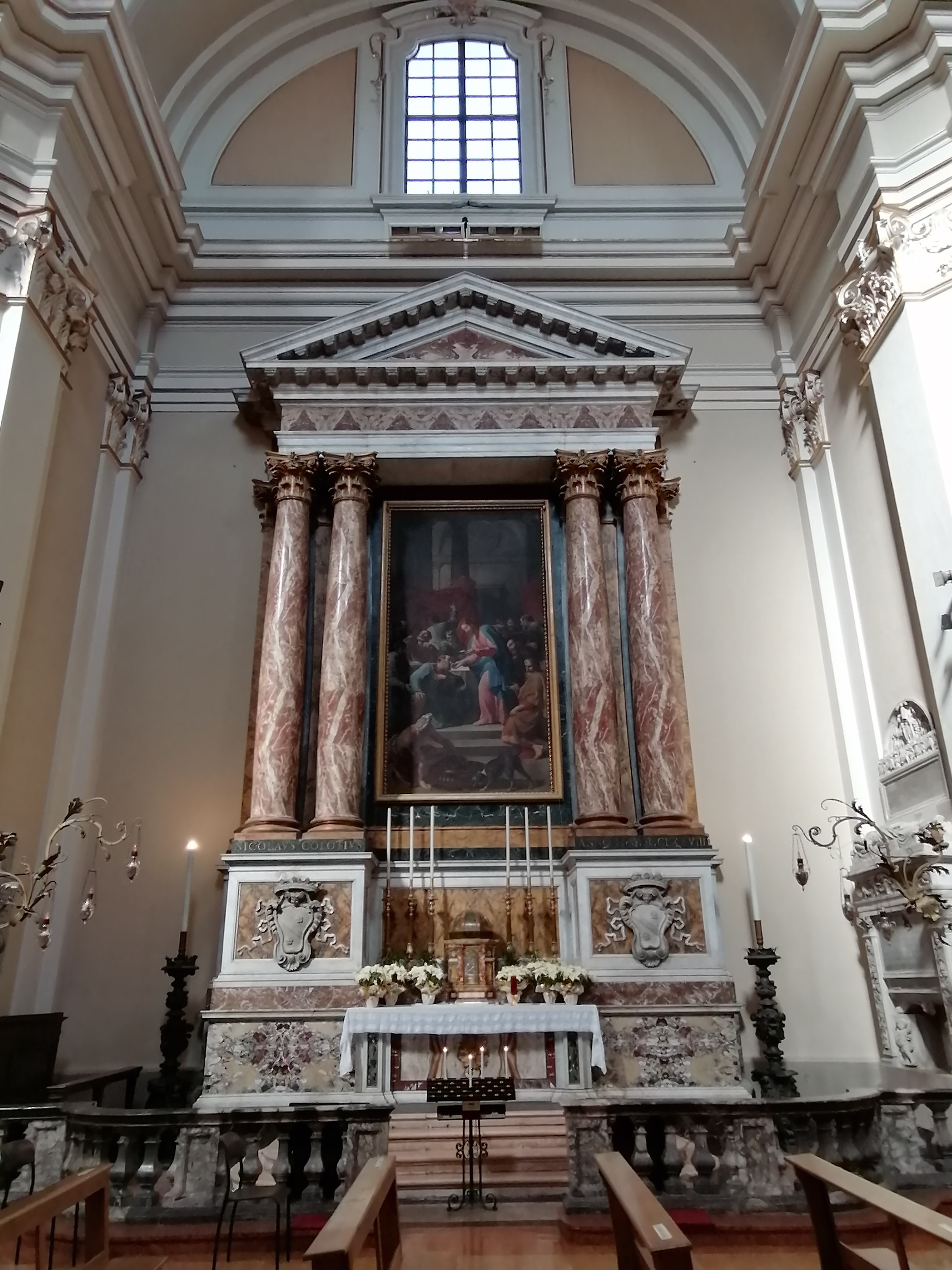
Il transetto sinistro
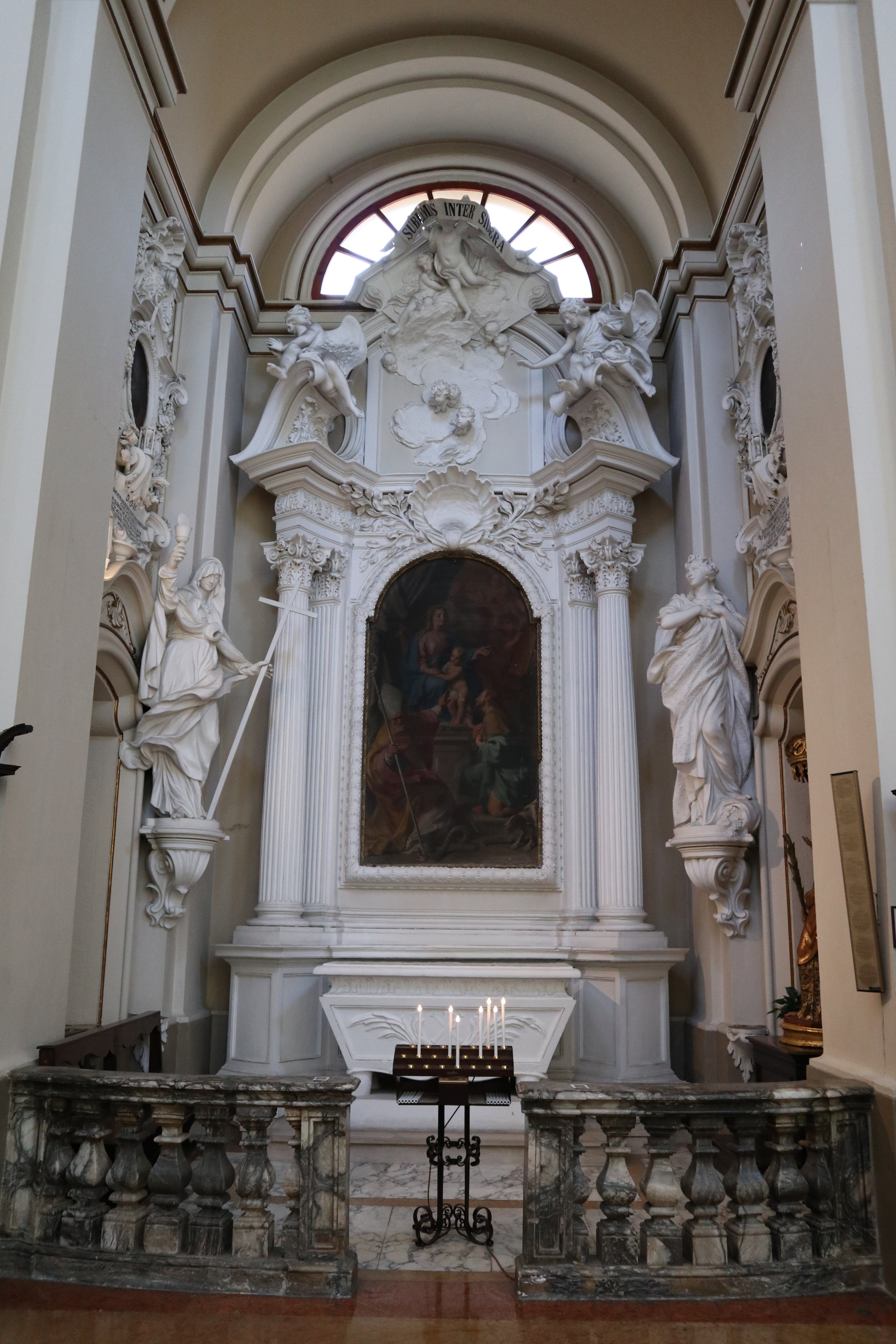
La Cappella di San Rocco
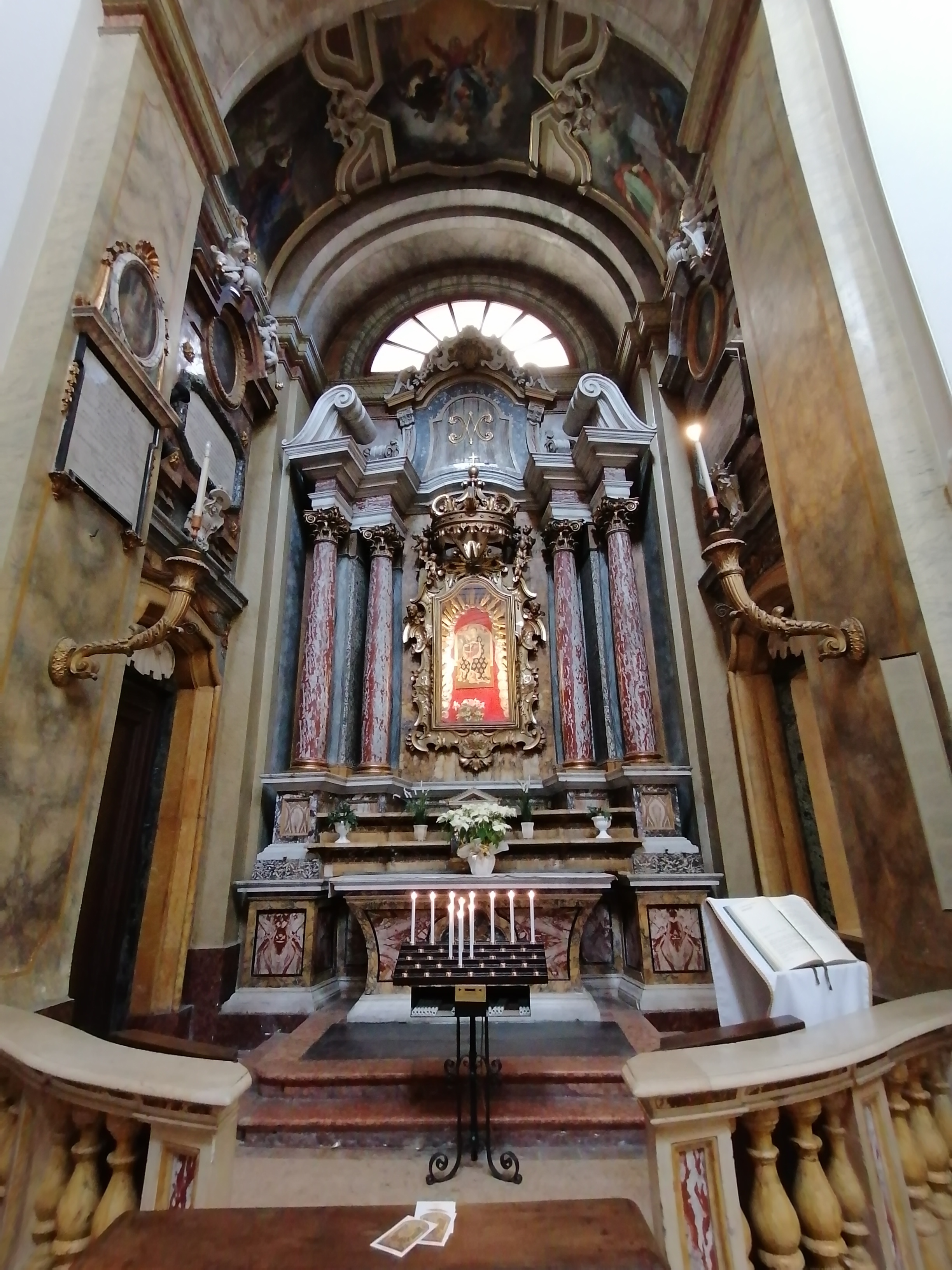
La Cappella della Madonna
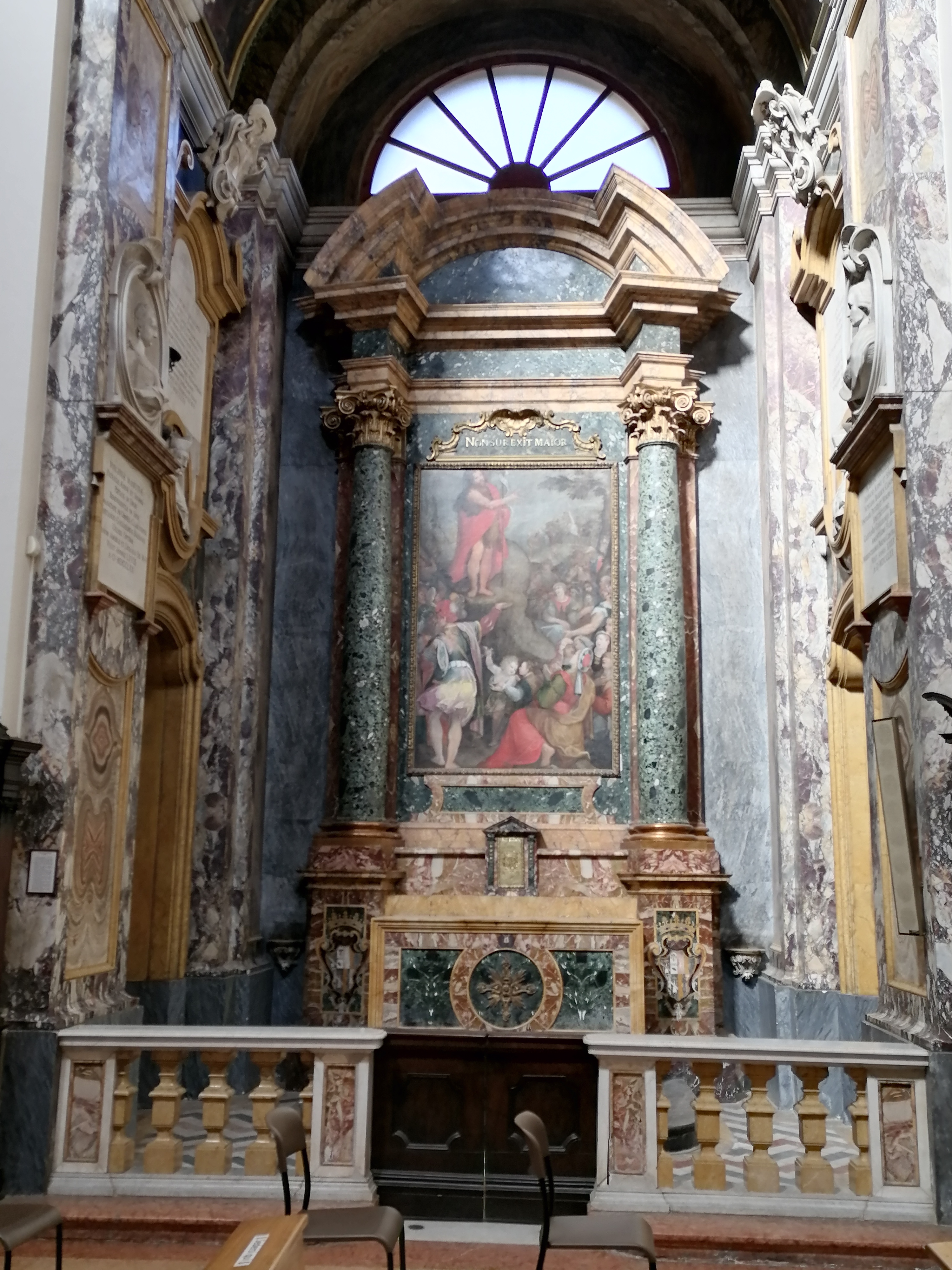
La Cappella di San Giovanni Battista

## Dimensioni dell'edificio
| Parametro                          | Misura  |
| ---------------------------------- | ------- |
| Lunghezza totale interna           | 53 m    |
| Larghezza della navata             | 12 m    |
| Larghezza del transetto            | 20 m    |
| Altezza della volta della navata   | 22 m    |
| Altezza della interna della cupola | 32,60 m |
| Altezza del campanile              | 37 m    |

## Organo a canne

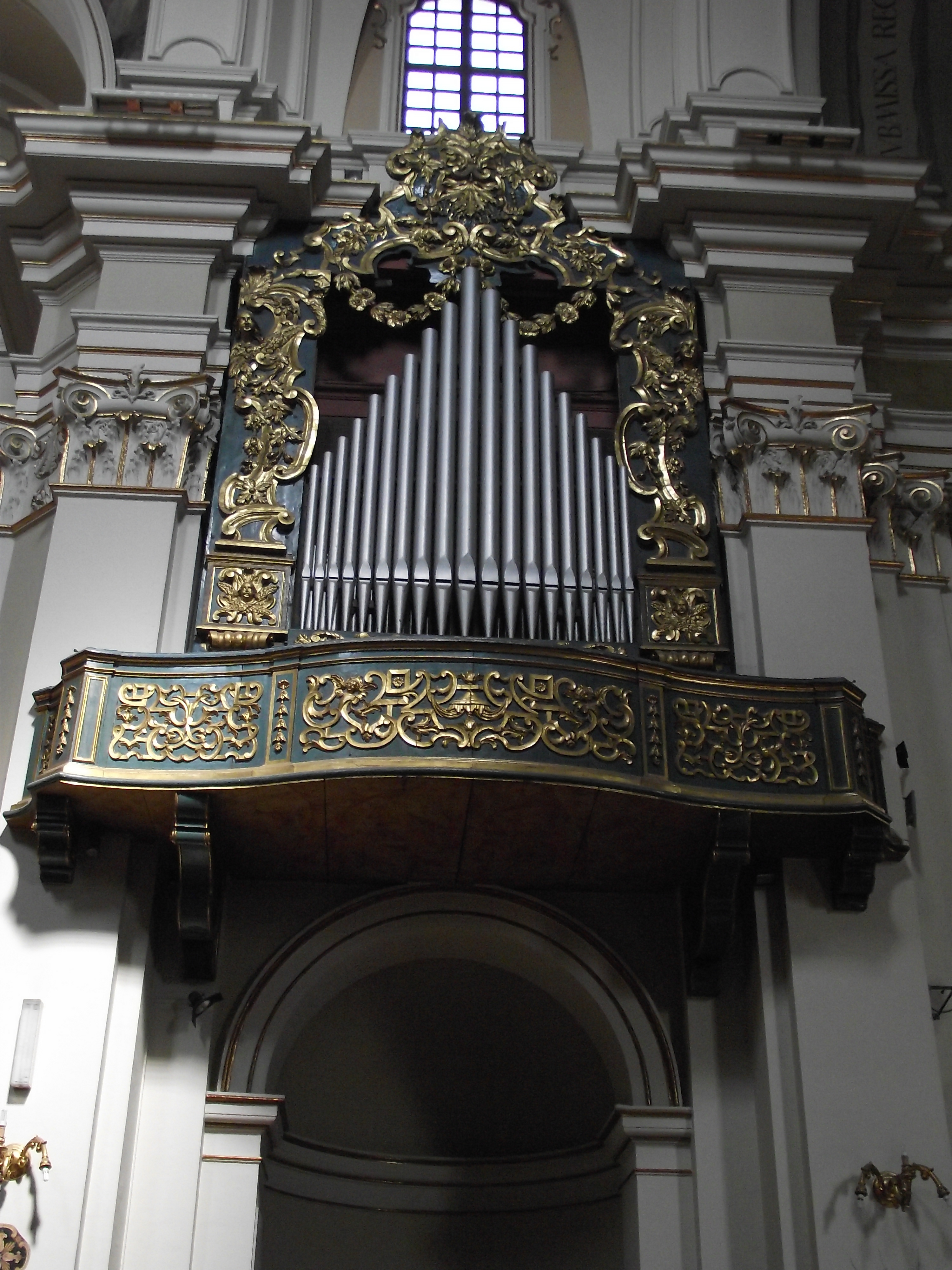
Uno degli organi.

L'organo a canne della cattedrale è stato costruito nel 1960 dalla ditta organaria codroipese Francesco Zanin e Figli.
Lo strumento è alloggiato sopra le due cantorie ai lati del presbiterio, all'interno di casse lignee riccamente scolpite, con mostra composta da canne di principale disposte in cuspide unica con bocche a mitria allineate orizzontalmente. La trasmissione è elettrica e la consolle, a pavimento nel presbiterio, ha due tastiere di 61 note ciascuna e pedaliera concavo-radiale di 32 note. L'organo è dotato di un corpo detto espressivo inquadrato nella foto che corrisponde alla seconda tastiera e dal grand' organo dalla parte opposta che corrisponde alla prima tastiera. Guardando l'altare il grand' organo si trova a destra e di conseguenza l'espressivo a sinistra
Nel Marzo 2017 è stato effettuato un importante lavoro di manutenzione straordinaria dalla casa organaria Sabatini Riccardo di Pesaro che ha permesso allo strumento di rivivere nella sua interezza fonica purtroppo limitata in passato a causa del disuso. La collaborazione tra parrocchia,organista e organaro ha permesso un ripristino dello strumento anche se è necessario un restauro integrale. Nell'Ottobre 2022 è stata revisionata dalla ditta Francesco Zanin la consolle ed aggiunto un centralino elettronico per la gestione delle combinazioni aggiustabili.1800 combinazioni per banco memoria e 7 banchi totali dei quali 1 banco libero e 6 banchi sotto password.
Prima tastiera - Grand'Organo
Principale	16'
Principale	8'
Principale dolce	8'
Flauto	8'
Gamba	8'
Dulciana	8'
Flauto	4'
Ottava	4'
Decima seconda	2.2/3'
Decima quinta	2'
Ripieno grave	4 file
Ripieno acuto	4 file
Voce umana	8'
Tromba	8'
Tremolo
Seconda tastiera - Espressivo
Bordone	16'
Principale diapason	8'
Bordone	8'
Viola Da Gamba	8ˈ
Eolina	8'
Corno di camoscio	4'
Flauto	4'
Nazardo	2.2/3'
Silvestre	2'
Decimino	1.3/5'
Voce celeste	8'
Concerto viole	8'
Ripieno	5 file
Cornetto	4 file
Oboe	8'
Cromorno	8'
Tremolo
Pedale
Contrabbasso	16'
Subbasso	16'
Bordone	16'
Principale	16'
Basso forte	8'
Violoncello	8'
Flauto	8'
Quinta	5.1/3'
Ottava	4'
Tromba	16'
Tromba	8'
Organista Titolare:  Marco Agostinelli